# Блумфилд (Нью-Джерси)
Блумфилд (англ.  Bloomfield) — тауншип в округе Эссекс в штате Нью-Джерси США.

## Описание
Находится на севере Нью-Джерси. Это северо-западный пригород Ньюарка. Основанный в 1660 году пуританами, он был известен как Уордсессон (тогда район Ньюарка) до 1796 года, когда он был переименован в честь американского революционного генерала Джозефа Блумфилда. Во время революции он служил пунктом снабжения для обеих сторон. Во время Гражданской войны в США там производилось большое количество ткани для униформы армии Союза. Город Монклер на западе был частью Блумфилда до 1812 года, когда он стал отдельным сообществом.
Разнообразные современные отрасли промышленности города включают сборку автомобилей и производство текстиля, лекарств, химикатов, алюминия, пластмасс и электротехнических изделий. Колледж Блумфилда (пресвитерианский) был основан в 1868 году. Инкорпорирован в 1812 году. Население в 2000 году — 47 683 жителей, в 2010 году — 47 315 жителей.

## Население
| 2010   | 2020    |
| ------ | ------- |
| 47 315 | ↗53 105 |